# San Bartolomé de la Torre
San Bartolomé de la Torre település Spanyolországban, Huelva tartományban. San Bartolomé de la Torre Gibraleón és Villanueva de los Castillejos községekkel határos. Lakosainak száma 4036 fő (2024).

## Népesség
A település népessége az utóbbi években az alábbiak szerint változott:
| Lakosok száma | 2965 | 2972 | 3205 | 3468 | 3566 | 3658 | 3618 | 3736 | 3846 | 4036 |
|               | 2001 | 2004 | 2006 | 2009 | 2011 | 2014 | 2016 | 2019 | 2021 | 2024 |